# 佐倉市立美術館
佐倉市立美術館（さくらしりつ びじゅつかん）は、千葉県佐倉市新町にある同市立美術館。旧城下町の中心部に位置する。

## 歴史
1994年（平成6年）11月16日に開館。
開館初年度から「チバ・アート・ナウ」という現代美術作家のグループ展を開催していた。

## 収蔵物
主な収蔵作家として、浅井忠、荒谷直之介、香取秀真、津田信夫、堀柳女、都鳥英喜など、佐倉市と房総ゆかりの作家を中心に収蔵している。

## 施設
地下2階・地上4階建ての美術館である。
正面のエントランス部分は、1918年（大正7年）に「旧川崎銀行佐倉支店」として建設され現在に至る。設計者は矢部又吉 、施工者は神谷平吉 。千葉県指定文化財（有形文化財）でもある。

### 旧川崎銀行佐倉支店沿革
- 1918年（大正7年） - 川崎銀行（現・三菱UFJ銀行）佐倉支店として建設
- 1927年（昭和2年） - 川崎銀行と第百銀行との合併により川崎第百銀行佐倉支店となる
- 1936年（昭和11年） - 第百銀行佐倉支店と改称。
- 1937年（昭和12年） - 第百銀行から佐倉町へ売却。佐倉町役場となる。
- 1954年（昭和29年） - 佐倉町市政施行により、佐倉市役所となる。
- 1971年（昭和46年） - 市役所が現在地へ移転。中央公民館となる。
- 1976年（昭和51年） - 中央公民館が現在地へ移転。佐倉市立佐倉図書館となる。
- 1983年（昭和58年） - 1978年に現在地に移転した旧佐倉郵便局の建物に図書館が移転。旧川崎銀行佐倉支店が一時閉鎖。
- 1986年（昭和61年） - 改築工事を経て佐倉新町資料館となる。
- 1991年（平成3年） - 千葉県指定有形文化財となる[10]。
- 1994年（平成6年） - 改修工事により、建築当時の吹き抜けを再現し、市立美術館エントランスホールとなる[11]。
- 2008年（平成20年） - ちば遺産100選に選定[12]。

### 館内
- 1階 - ロビー、喫茶コーナー、ミュージアムショップ
- 2階 - 展示室
- 3階 - 市民ギャラリー 企画展実施時には展示室となる。
- 4階 - ホール 主催事業の開催のほか、貸出も行っている。

## 周辺施設
- 佐倉市立佐倉小学校
- 佐倉市立佐倉中学校
- 千葉県立佐倉東高等学校
- 佐倉市立中央公民館
- 佐倉市民体育館
- 塚本美術館

## 交通
- 京成本線・京成佐倉駅より徒歩8分
- JR総武本線・佐倉駅より徒歩20分